# Одинаев, Сабзали
Сабзали Одинаев (тадж. Сабзалӣ Одинаев (Савзалӣ); 1908, Хорог, Хорогский район, Ферганская область, Российская империя — 13 июля 1993, Хорог, Таджикистан) — советский, таджикский хозяйственный и государственный деятель. Выпускник Сталинабадского КомВУЗа (1936—1938), участник Великой Отечественной войны (1942—1945). Кавалер орденов Отечественной войны I степени, Отечественной войны II степени, Красной Звезды; медалей «За отвагу», «За победу над Германией в Великой Отечественной войне 1941—1945 гг.», «За доблестный труд в Великой Отечественной войне 1941—1945 гг.».

## Биография
Родился в 1908 году в Хороге (ныне админцентр Горно-Бадахшанской автономной области Республики Таджикистан), на Памире Ферганской области Туркестанского генерал-губернаторства Российской империи в семье дехканина-бедняка Одины Зардевиева, с раннего детства по 1924 год находился на воспитании у родителей.
В 16 лет в Хороге начал работать разнорабочим в строительстве, одновременно там же учился в вечерней школе (1924). Затем с 1926 года работал курьером в воинской части ОГПУ. В 1928 году Горно-Бадахшанским областным комитетом комсомола был отправлен на учёбу в Школу связи ФЗУ в Ташкент, где он по очереди учился и в Отделении этого же профиля, располагавшегося в то время в Самарканде (1928—1931). По окончании ФЗУ был направлен в распоряжение Наркомпочтел Таджикской ССР и вскоре был назначен начальником почты Калаи-Хумского района.
В 1936 году Калаи-Хумским районным комитетом Коммунистической партии (большевиков) Таджикистана ВКП(б) был отправлен в Сталинабадский КомВУЗ (1936—1938). По окончании учёбы сельхозотдел ЦК КП(б) Таджикистана направил Сабзали Одинаева в распоряжение ОблЗУ Горно-Бадахшанской автономной области (АОГБ с 5.12.1936 переименована в ГБАО), откуда в свою очередь начальник ОблЗУ АОГБ Умаков направил С. Одинаева в Ишкашимский район на должность заведующего Районным земельным отделом Ишкашимского района (1938—1939). В июле 1939 года сельхозотдел обкома партии назначил Одинаева старшим инспектором Сельхозбанка в Хороге. Там он проработал всего три месяца, так как по договоренности ОблУНХ ГБАО был направлен в Ванчский район начальником Ванчского районного отдела статистики. Вскоре после прибытия в Ванч он был арестован по запросу из Ишкашима Ванчской районной прокуратурой (15.10.1939). Однако «обвинение доказано не было. Сабзали Одинаев был освобождён спустя 6 месяцев 15 дней, Облпрокуратурой и Облсудом ГБАО был произведён Одинаеву С. перерасчёт».
С марта 1940 по 1942 годы работал старшим инспектором Шунгнанского районного финансового отдела.
24 сентября 1942 года Горно-Бадахшанским областным военным комиссариатом Сабзали Одинаев был направлен в Чкаловское военно-пехотное (стрелково-пулемётное) училище Чкаловской области на годичные курсы младших офицеров, которые так и не завершил: спустя 6 месяцев его досрочно выпустили и отправили на фронт. В звании рядового в составе 57 армии он больше месяца принимал участие в боевых действиях на передовой линии фронта в Сталинградской битве. В сентябре 1943 года участвовал в Белгородско-Харьковской операции, был ранен 20 сентября 1943 года. С ноября 1943 года служил при запасной части и в заградотряде, с апреля 1944 года — в составе 226-й Глуховско-Киевской Краснознамённой ордена Суворова дивизии 985 стрелкового полка курсант учебной роты, с июля 1944 года — сержант. В составе 11-го стрелкового Прикарпатского Краснознамённого корпуса 18 армии 4-го Украинского фронта — командир отделения, затем помкомвзвода. 15 октября 1944 года в ходе Восточно-Карпатской операции был тяжело ранен в селе Прус. Об этом свидетельствуют личные документы Сабзали Одинаева времён Великой Отечественной войны (текст частично утрачен):

3684-й Эвакуационный госпиталь 6/VIII 1945 № 923 СПРАВКА „Выдана серж. 226 с/д Одинаеву Сабзали в том, что он находится на излечении в ЭГ 3684 с 12/VII-45 …Зажившей ампут. культ. с/з правой голени …ранен в бою 15.10.1944 при защите СССР …комиссован по ст. 65 гр. II расписания болезней приказа НКО СССР № 336 1942 года негодным к в/сл вовсе со снятием с учета, протезом и обувью снабжен“. Начальник ЭГ 3684 майор м/с (подпись)» Алиев Мирза Ага Ибрагим оглу («Эвакогоспиталь № 3684 Начальник — Алиев Мирза Ага Ибрагим оглу, майор медицинской службы»); «по поводу травматического иридоциклита (после осколочного ранения) правого глаза 23/VIII оперирован, удален глаз. В настоящее время нуждается в курортном лечении. Вр. … (подпись) 1/X-45 г.»; «за все время на фронте Одинаев Сабзали был трижды ранен (был ранен в результате авианалёта в Белгороде в марте 1943-го — 2,5 месяца не мог продолжать участие в боевых действиях; на подступах к Виннице в январе 1944-го; в Чехословакии в октябре 1944-го).
— 
С 15 октября 1944 года находится в разных эвакогоспиталях в тылу страны, из последнего военного эвакуационного госпиталя в Баку вернулся в Хорог инвалидом Отечественной войны 2-й группы.
С 5 октября 1945 года решением Горно-Бадахшанского областного исполнительного комитета Сабзали Одинаев был назначен заместителем заведующего Облместпрома ГБАО.
С 18 сентября 1948 по 1959 год работал заведующим Хорогского Горсобеса, в октябре 1959 года в связи с объединением Шугнанского райсобеса с Хорогским Горсобесом назначен старшим инспектором горсобеса, а в феврале 1963 года снова получил должность заведующего Хорогского Горсобеса (1963—1969).
Член профсоюза с 1928 года, депутат Хорогского городского Совета депутатов трудящихся ГБАО 10—13 созывов (1963, 1965, 1967, 1971 гг.).
Скончался 13 июля 1993 года в возрасте 85 лет, «сказались боли, сопровождавшие его все годы после ранений в 1943, 1944 годах в Великой Отечественной войне».

## Награды
За свою боевую и трудовую деятельность получил множество наград:
- орден Отечественной войны I степени (№ 489519, 1985)[4];
- орден Отечественной войны II степени (№ 858503, 1944, вручён Военкомом ГБАО в 1947 г.)[4];
- орден Красной Звезды — за освобождение Закарпатья (№ 3374534, вручён Военкомом ГБАО в 1948 г.)[4];
- медаль «За отвагу» (1943)[4];
- медаль «За победу над Германией в Великой Отечественной войне 1941—1945 гг.» (1945);
- медаль «За доблестный труд в Великой Отечественной войне 1941—1945 гг.» (1945);
- медаль «Двадцать лет Победы в Великой Отечественной войне 1941—1945 гг.» (1965);
- медаль «Тридцать лет Победы в Великой Отечественной войне 1941—1945 гг.» (1975);
- медаль «Сорок лет Победы в Великой Отечественной войне 1941—1945 гг.» (1985);
- медаль «В ознаменование 100-летия со дня рождения Владимира Ильича Ленина» (1970);
- медаль «50 лет Вооружённых Сил СССР» (1970);
- медаль «60 лет Вооружённых Сил СССР» (1979);
- медаль «70 лет Вооружённых Сил СССР» (1988);
- медаль «Ветеран труда» (1976);
- ветеранский знак-медаль «25 лет Победы в Великой Отечественной войне» — «Удостоверение ст. сержант в отставке Одинаев Сабзали — „За доблесть и отвагу в Великой Отечественной войне“» Министр обороны СССР Маршал Советского Союза (подпись, печать) А. Гречко" (1970);
- четыре Почётные грамоты Президиума Верховного Совета Таджикской ССР (1949, 1958, 1964, 1965);
- почётная грамота Комитета народного контроля Таджикской ССР — за активную работу в органах народного контроля Таджикской ССР (1979);
- почётная грамота Горно-Бадахшанского ОК ЛКСМ Таджикистана — за активное участие в коммунистическом воспитании молодёжи и в честь 60-летия ВЛКСМ (1978),
- нагрудный знак «Отличник социального обеспечения Таджикской ССР» (1967)[1][2][3][4][5].

## Семья
- Отец — Зардевиев Одина (18??—1917) — был дехканином, занимался охотой и рыболовством. Мать — ? Гулбегим (18??—1942) — была родом из кишлака Арахт (географическое расположение — ныне в черте левобережного Шигнанского района в провинции Бадахшан, Афганистан).

Двоюродные братья:
- Додихудоев Кадамшо (1902—1973) — красногвардеец (1918—1920), служил в рядах РККА в Хорогском погранотряде, в отряде Т. М. Дьякова в особом отделе Памирского отряда ВЧК (1920—1923), в РКМ (1923—1929), председатель Шугнанского райисполкома АОГБ (1930—1932), 1-й секретарь Бартангского райкома КП(б) Таджикистана (1932—1933), заведующий хозотделом Облисполкома АОГБ (1929—1930), председатель колхоза им. Сталина в Хороге (1939—1946), один из основателей Советской власти на Памире (с 1918) — принимал активное участие в разгроме басмачества по направлениям Дарваз, Язгулям, Ванч, Калай-Хумб в 1920 и в 1929-м в Ванче[8].
- Амдинов Меретдин (1905—1938) — советский таджикский политический и государственный деятель, председатель Облисполкома Автономной области Горного Бадахшана, делегат VII Всесоюзного съезда Советов СССР (1935) и Чрезвыча́йного VIII Всесоюзного съезда Советов СССР (1936), зам. председателя Совета Национальностей Верховного Совета СССР (1936—1937), студент Коммунистического университета трудящихся Востока им. И. В. Сталина (1929—1931), руководил РКИ и ЦКК Горно-Бадахшанского обкома КП(б) АОГБ (1931—1934), Председатель Исполкома Бартангского уездного Совета, затем переименованного в Исполнительный комитет Рушано-Бартангского районного Совета АОГБ (1926—1929), служба в РККА (1920—1922), в РКМ АОГБ (1923—1926), член КИМ СССР (1926)[9].
- Амдинов Сафармахмад (1911—1997) — выпускник (1927—1929) Ташкентского учительского института (с 1947 г. им. Низами), ветеран, один из организаторов образования в Таджикской ССР, зав. Хорогского гороно с 1933-го, затем — в руководстве облоно ОИК ГБАО, зам. министра Министерства народного образования Таджикской ССР (1964—1971), начальник управления высших учебных заведений, начальник управления кадров Министерства народного образования ТаджССР (1971—1981)[10].
- Амдинов Шамсиддин (1898—1972) — повар, переводчик (владел русским, персидским, киргизским и узбекским языками) Хорогского казачьего пограничного поста Российской империи, часто сопровождал офицеров в Кашгар, Афганистан при выполнении ими боевых задач и членов их семей до городов Ош, Самарканда и Бухары, затем в Хорогском Пограничном отряде пограничных войск КГБ СССР; впоследствии работал машинистом на Гидроэлектростанции имени Ленина в Хороге.
- Амдинов Зайниддин (1914—1941) — служил в Погранвойсках КГБ СССР на Западном Украине, зам. начальника пограничной заставы по политчасти в звании капитана, погиб в приграничных сражениях 1941 года в Великой Отечественной войне в первые дни вторжения нацистской Германии на территорию Советского Союза.
- Ашурмамадов Ёрмамад (1919—2004) — актёр, драматург, Заслуженный деятель искусств Таджикской ССР (1966), директор Музыкально-драматического театра им. А. Рудаки в Хороге (1957—1976), директор областного историко-краеведческого музея ГБАО (1976—1979)[11].

- Жёны и дети:
  - первая жена — Одинаева (урожд. Хабибуллоева) Шарифамо, тадж. Шарифамо Одинаева (Ҳабибуллоева) (1912—1993) — была родом из кишлака Рохарв Ванчского района, работала учительницей в средней школе Сталинабада, после в Хороге, затем в к. Тавдем. Сын Одинаев Нурали Сабзалиевич (1937—2024) — с 5 лет находился на воспитании у дяди Кадамшо Додихудоева. По окончании школы № 3 им. Кирова в Хороге (1957) служил в СА, выпускник Волгоградского (Сталинградского) Государственного института (1960—1964, первый выпуск). Имеет звания: Мастер спорта СССР (№ 1110, 1962), «Заслуженный работник Высшей школы» (№ 11588, 1987), Заслуженный тренер Таджикской ССР (№ 216, 1989), «Отличник народного образования Таджикской ССР» (№ 12796, 1990), Судья международной категории (13320, 1992), Заслуженный работник физической культуры Республики Таджикистан (06.2018). Был награждён медалью «Ветеран труда» (№ 1011, 1988), занимал должность зав. кафедрой физического воспитания РТСУ[12].
  - вторая жена — Сафармамадова Моиолам (тадж. Моҳиолам Сафармамадова; 1919—1985) — работала в ОблПО ГБАО — дочь Сафармамадова, урождённая Одинаева Усниолам (тадж. Ҳусниолам Одинаева; род. 1950) — выпускница юридического факультета ТГУ им. Ленина (1972), юрист органов юстиции ГБАО с 1972-го; член облсуда ГБАО с 1977-го, зам. председателя ОблПО ГБАО по кадрам с 1981-го, зав. ОблЗАГС ГБАО с 1987-го, юрист, подполковник Таможенного комитета Республики Таджикистан (1997—2011).
  - третья жена — Камбарова Бодом (1928—2007) — работала в средней школе № 2 им. Калинина в Хороге:

- дочери — Сабзалиева Гулбегим (род. 1954) — выпускница ДГПИ имени Т. Г. Шевченко (1976), работала учителем русского языка и литературы в средней школе № 11 Шугнанского р-на, школе № 8 им. С. Абдуллаева и Лицее Ага Хана в Хороге (1976—2002). В 1970 году представляла культуру Советского Горного Бадахшана на Международном фестивале фольклора горных земель в Закопане Польской Народной Республики. Одинаева Гулджахон Сабзалиевна (тадж. Гулҷаҳон Одинаева; род. 1962) — выпускница Таджикского педагогического института русского языка и литературы им. А. С. Пушкина (1986), работала учителем в средней школе Джиликульского района (1986—1992). С 1992 года по н.в. преподаёт в школе № 90 в Душанбе.
- сыновья — Сабзалиев Шоди (тадж. Шодӣ Одинаев; род. 1955) — выпускник Душанбинского кооперативного техникума (1972), работал поваром (1983—2019); Одинаев Пайшанбе Сабзалиевич (род. 1959) — выпускник Душанбинского физкультурного института (1985), педагог Хорогской спортивной школы (1985—1997), служил на Памире в в/ч 2022 Пограничных войск РФ в РТ (1997—2000), начальник военно-спортивного отдела ДОСААФ ГБАО (2000 по н. в.); Одинаев Ширин Сабзалиевич (1968—2009) — выпускник экономического факультета ВГИКа (1992), начальник транспортного отдела таможенной службы ГБАО при Таможенном комитете Республики Таджикистан (1992—2009).

## Память
- На Памире в Хороге именем Одинаева Сабзали названа улица (2005)[1][3].

### Комментарии
1. ↑  В 1897 году в состав области была окончательно включена территория Восточного Памира, состоявшая из двух волостей (Памирской и Оршорской) и управлявшаяся начальником Сменного Памирского отряда, его штаб-квартира дислоцировалась с 1891 года в Маргелане, с 1893 года — на Памирском Посту (Мургаб), а с 1899 года — в Хороге.
2. ↑  «Во время Великой Отечественной войны в Баку действовал 41 военный эвакогоспиталь на 31400 мест».